# Yazan Al-Naimat
Yazan Abdallah Ayed Al-Naimat (in arabo يزن عبدالله عايد النعيمات‎?; Wadi Al-Seer, 4 giugno 1999) è un calciatore giordano, attaccante dell'Al-Ahli Doha e della nazionale giordana.

## Caratteristiche tecniche
È un attaccante che ricopre la posizione di punta centrale, ma può giocare pure come ala sinistra o ala destra, dotato di un buon controllo di palla, è un giocatore atleticamente preparato, veloce e con un buon dribbling, tuttavia in attacco è abile anche in fase di non possesso. Possiede una buona potenza di tiro, calcia contando sul piede destro su cui si basa principalmente la sua forza nelle azioni finalizzative.

## Carriera

### Club

#### Sahab e Al-Ahli Doha
La carriera da professionista di Al-Naimat ha inizio con il club giordano del Sahab, e benché grazie al suo talento alcuni club europei gli avessero fatto delle proposte, egli preferisce proseguire la sua carriera in Qatar, iniziando a giocare per l'Ah-Ahli Doha, debutta il 3 gennaio 2022 contro il Qatar SC e con il suo assist Abdulrasheed Umaru segna la rete del 1-0 che conquista la vittoria, il suo primo gol invece riesce a siglarlo battendo per 2-1 l'Umm-Salal mentre la sua seconda rete la segna sconfiggendo per 3-2 l'Al-Arabi. Nell'edizione successiva del campionato qatariano, 2022-2023 segna otto reti, tra cui una doppietta nella sconfitta per 4-3 contro l'Al-Arabi, le uniche vittorie in cui Al-Naimat segna dei gol nella stagione sono contro l'Umm-Salal imponendosi per 1-0 e contro Al-Rayyan vincendo per 2-1.

### Nazionale
Debutta con la nazionale della Giordania il 1º febbraio 2021 nell'amichevole vinta per 2-0 contro il Tajikistan entrando in campo nel secondo tempo, il 30 marzo dello stesso anno segna il suo primo gol per la nazionale in un'altra amichevole, battendo per 2-1 il Bahrain. Il 7 dicembre 2021 segna la sua prima doppietta per la Giordania sconfiggendo per 5-1 la Palestina.
Nel 2024 è stato convocato per la Coppa d'Asia dove la Giordania conquista l'argento, sconfiggendo ed eliminando avversarie come l'Iraq (3-2) e la Corea del Sud (2-0) benché la Giordania non fosse la favorita dei pronostici, ed in entrambi i match Al-Naimat segna una rete, durante la coppa continentale mette a segno quattro gol, l'ultimo nella finale persa per 3-1 contro il Qatar.